# 1500 (numero)
Millecinquecento (1500) è il numero naturale dopo il 1499 e prima del 1501.

## Proprietà matematiche
- È un numero pari.
- È un numero composto da 24 divisori: 1, 2, 3, 4, 5, 6, 10, 12, 15, 20, 25, 30, 50, 60, 75, 100, 125, 150, 250, 300, 375, 500, 750, 1500. Poiché la somma dei suoi divisori (escluso il numero stesso) è 2868 > 1500, è un numero abbondante.
- È esprimibile come somma di una serie di quadrati consecutivi: 1500 = 10 + 112 + 122 + 132 + 142 + 152 + 162 + 172.
- È un numero ondulante nel sistema posizionale a base 7 (4242).
- È un numero di Harshad nel sistema numerico decimale, cioè è divisibile per la somma delle sue cifre.
- È un numero congruente.
- È un numero semiperfetto in quanto pari alla somma di alcuni (o tutti) i suoi divisori.
- È un numero pratico.
- È un numero odioso.
- È parte delle terne pitagoriche  (275, 1500, 1525), (420, 1440, 1500), (528, 1404, 1500), (625, 1500, 1625), (800, 1500, 1700), (900, 1200, 1500), (1125, 1500, 1875), (1500, 1575, 2175), (1500, 2000, 2500), (1500, 2275, 2725), (1500, 2945, 3305), (1500, 3600, 3900), (1500, 4375, 4625), (1500, 5525, 5725), (1500, 6160, 6340), (1500, 7425, 7575), (1500, 9315, 9435), (1500, 11200, 11300), (1500, 12455, 12545), (1500, 15589, 15661), (1500, 18720, 18780), (1500, 22475, 22525), (1500, 28105, 28145), (1500, 31232, 31268), (1500, 37485, 37515), (1500, 46863, 46887), (1500, 56240, 56260), (1500, 62491, 62509), (1500, 93744, 93756), (1500, 112495, 112505), (1500, 140621, 140629), (1500, 187497, 187503), (1500, 281248, 281252), (1500, 562500, 562501).

## Astronomia
- 1500 Jyväskylä è un asteroide della fascia principale del sistema solare.

## Astronautica
- Cosmos 1500 è un satellite artificiale russo.

## Altri ambiti
- Le vetture tranviarie serie 1500 dell'ATM sono una serie di motrici tranviarie urbane.